# Tritonoturris menecharmes
Tritonoturris menecharmes é uma espécie de gastrópode do gênero Raphitomidae, pertencente a família Raphitomidae.